# James Dickson (1748–1826)
James Dickson, född den 1 maj 1748 i Kelso, Skottland, död den 10 augusti 1826 i Ballater, Skottland, var en brittisk handels- och industriman. Han är stamfader till släkten Dickson som kom till Sverige 1802 genom hans son Robert Dickson.
James Dickson var son till silversmeden Robert Dickson i Kelso och dennes hustru Janet Robertson. På 1770-talet blev han köpman i staden Montrose. Han gifte sig den 29 juni 1780 i Perth med Christina Murray, som avled den 13 december 1813. Tillsammans fick de två barn: Robert Dickson och James Dickson, vilka utvandrade till Göteborg under det tidiga 1800-talet. Dickson avled 1826 och är gravsatt med sin hustru på Montrose Old Churchyard.